# ميلدا جور
ميلدا جور (ولدت في عام 1971 في مدينة أنقرة) ممثلة تركية ومطربة لموسيقى البوب.
لقد اختار والدها التمثيل كمهنة بتأثير من فيضي جور الذي يعد واحداً من ممثلي الأوبرا والباليه للدولة بأنقرة بمسارح الدولة. وواصلت ميلدا جور من ناحية تعليم الشان بدوام جزئي في المعهد الموسيقي للدولة بكاديكوي ومن ناحية أخرى واصلت دروس الرقص الحديثة واللاتينية والخطوة وموسيقى الجاز وذلك لمدة أربع أعوام مع سيت سوكمان.
وبدأت ميلدا جور حياتها الفنية التمثيلية المهنية بمسرحية موسيقية بعنوان «لقد حدث العديد من الأشياء الكوميدية أثناء الذهاب في الطريق ليلة أمس» حيث أنها مثلتها في مبنى مسرح الدولة بإسطنبول. وقد مثلت الفنانة ميلدا جور في العديد من الأفلام السينمائية والمسلسلات التلفزيونية ومثلت ما يقرب من خمسون مسرحية وذلك على مدار حياتها المهنية التي حازت بها على جائزة أفضل ممثلة مساعدة لسليم ناشط بعام 2003. وقامت ميلدا جور بتقديم ما يقرب من عشر برامج تلفزيونية.
و مثلت الفنانة ميلدا جور شخصية «لوسي الفاسقة» في مسرحية موسيقية بعنوان " Avenue Q " حيث بدأت التمثيل بها في موسم 2009. وشغلت ميلدا جور منصب مدرب على التمثيل الأساسي وذلك في ورش العمل التي أقُيمت في مبنى مسرح خلدون دورمان بمسرح فولكان سيفيرجان.
وكانت ميلدا جور تحتل مكاناً في عالم الموسيقى كواحدة من أعضاء المسرحية الموسيقية التي تُدعى «الفتيات القبيحة» والتي أنُتجت بدعم من يونجا إفجيميك في عام 1990.

## المسرحياتالتي مثلتها
- الحقيبة (مسرحية) سام بوبريم – مسرح فولكان سيفيرجان – عام 2011
- منزل ليلى: زولفو ليفانالي – مسرح كارا – عام 2010
- الروح المجنونة: نويل كوارد – مسرح إسطنبول – عام 2009
- حدث شيئاً أثناء الذهاب في الطريق ليلة أمس – عام 2009
- شارع Q : روبرت لوبيز \ جيف ماركس – مسرح فولكان سيفيرجان – عام 2008
- لص القلوب: بيير شينو – مسرح إسطنبول – عام 2007
- هناك شيئاً ما في هذا العشق: بيير كونيماو – مسرح صدري أليشيك – عام 2006
- كم يا والدي كم: راي كوني – مسرح صدري أليشيك – عام 2005
- حدث شيئاً أثناء الذهاب في الطريق ليلة أمس: لاري جيلبرت \ بيرت شيفيلوف – مسرح الدولة بإسطنبول – عام 1990

## المسلسلاتالتي مثلتها
•	ربات البيوت اليائسات: ميلدا
•	بواسطة ياسمين: تولين
•	إيف فيلدان
•	المهمة
•	التفاح المحرم: المعلمة نفين
•	مأزق الفراشة: بيلين
•	أكثر من ذلك: بيريزات
•	Emret Komutanım Şah Mat Doktor
•	محطة القلوب المحطمة
•	نحن تطلقنا: شيرين سانتي
•	كباب المجد: شيرين سانتي
•	ريتينج حمدي: ميلدا
•	للأسف كبرت إبنتي
•	ممر السنط: مانيكورجو
- بورجو كوتش

•	مرور الأصدقاء
•	الرقم الخاطئ: فوندا
•	الحماة

## وصلات خارجية
- صفحة السينما التركية
- Diziler.com sayfası
- الموقع الإلكتروني الرسمي